# Bill Cummings
Bill Cummings (Indianapolis, 11 november 1906 - Indianapolis, 8 februari 1939) was een Amerikaans autocoureur. Hij won de Indianapolis 500 in 1934.
Cummings reed de Indianapolis 500 tussen 1930 en 1938 negen keer op rij. In 1933 en 1937 vertrok hij vanaf poleposition en hij won de race in 1934 toen hij vanaf de tiende startplaats vertrokken was. Hij reed in zijn carrière 35 AAA-kampioenschapsraces, won zes keer en eindigde negen keer op het podium als niet-winnaar. Hij won het kampioenschap in 1934. Hij overleed op 32-jarige leeftijd aan de gevolgen van een verkeersongeval op de openbare weg in Indianapolis.